# Javier López Zavala
Javier López Zavala (Tonalá, Chiapas; 9 de enero de 1969) es un abogado y político mexicano. Fue diputado local, diputado federal, secretario de Gobernación y secretario de Desarrollo de Puebla durante el gobierno de Mario Marín Torres. En 2010, contendió por la gubernatura de Puebla quedando en segundo lugar detrás de Rafael Moreno Valle Rosas.
El 6 de junio de 2022 fue detenido en la ciudad de Puebla por el feminicidio de la abogada y activista Cecilia Monzón.